# Columbia Britanică
Columbia Britanică (engleză: British Columbia sau BC sau în franceză: La Colombie-Britannique) este cea mai vestică provincie a Canadei, cunoscută pentru frumusețea naturii, care se reflectă în deviza sa Splendor sine occasu ("Splendoare fără diminuare"). Denumirea sa a fost aleasă de Regina Victoria a Angliei. A aderat la Confederația canadiană la 20 iulie 1871 d.Cr. 
Capitala Columbiei Britanice este Victoria, a cincisprezecea regiune metropolitană din Canada (situată în extremitatea sud-estică a insulei Vancouver). Cel mai mare oraș este Vancouver (situat în sud-vestul continental al provinciei și nu pe insula omonimă), pe locul trei ca mărime din Canada, pe locul întâi din vestul Canadei și pe locul doi în zona Pacificului de nord-vest. Alte orașe importante: Surrey, Burnaby, Richmond, New Westminster, Nanaimo, Kelowna, Kamloops și Prince George. 
În 2009, Columbia Britanică avea o populație estimată la 4.419.974 de locuitori, din care aproximativ 2 milioane în zona orașului Vancouver.
Columbia-Britanică se desfășoară în lungul țărmului pacific canadian. 
Regiunile limitrofe sunt: statul american Alaska (la nord-vest), provinciile canadiene Yukon și Teritoriile de Nord-Vest (la nord), Alberta (la est), respectiv și Statele Unite, prin statele lor Washington, Idaho și Montana (la sud).
Suprafața este de 944.735 km² (locul 5), din care 925.186 km² uscat și 19.549 km² apă (2,1%). În 2004, populația (britano-columbieni) număra 4.168.123 loc. (locul 3), densitatea fiind de 4,34 loc./km² (locul 7). În anul 2011, 44,6% din locuitorii provinciei canadiane (sau 1.930.415) au fost creștini, iar în 2016, 70,52% (3.170.110) au declarat engleza ca limbă maternă, pe când 1,23% (55.325) franceza și 6.000 de oameni una din limbile precolumbiene.